# Maine-Coon-Katze

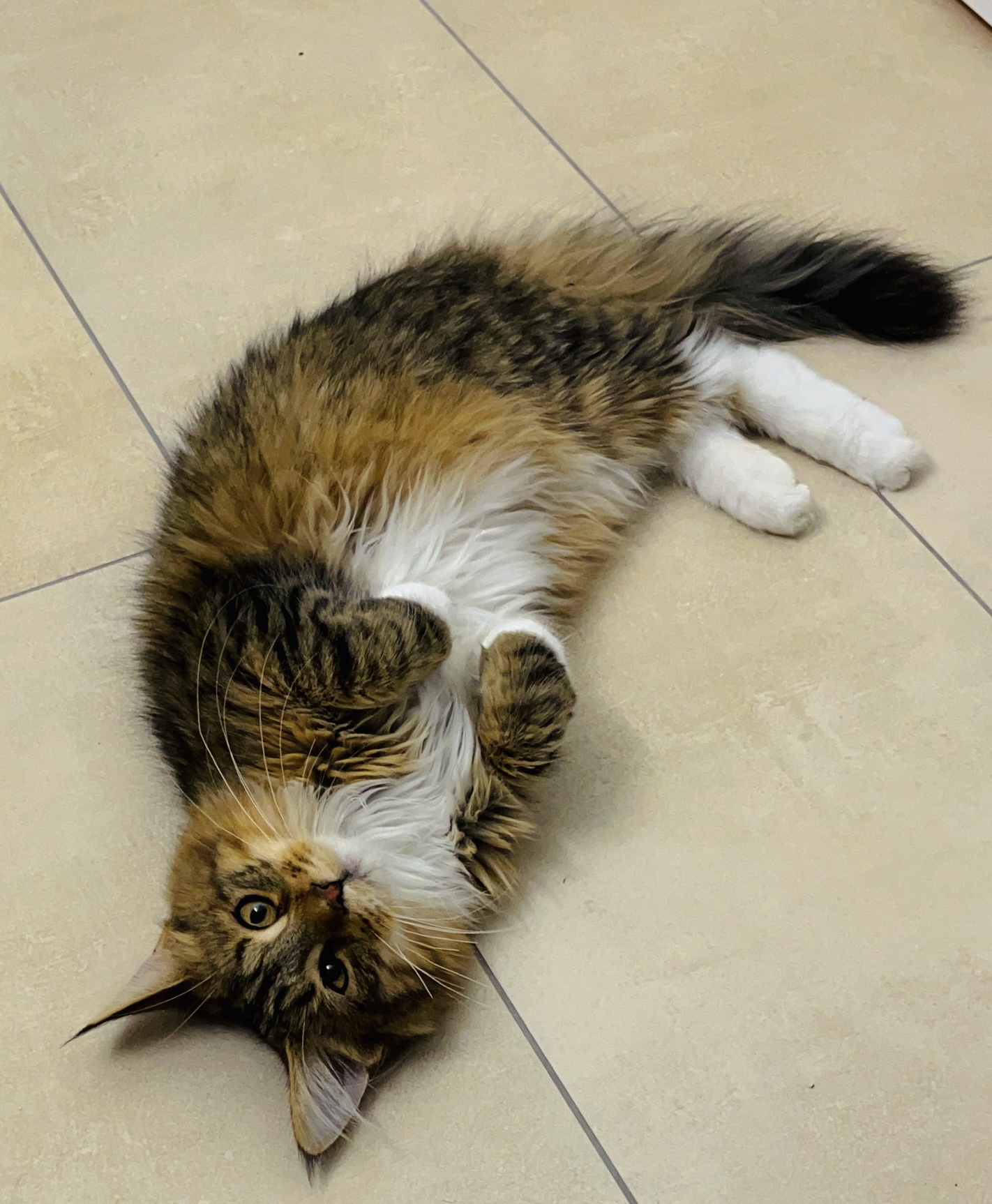
Verspielter Maine Coon.

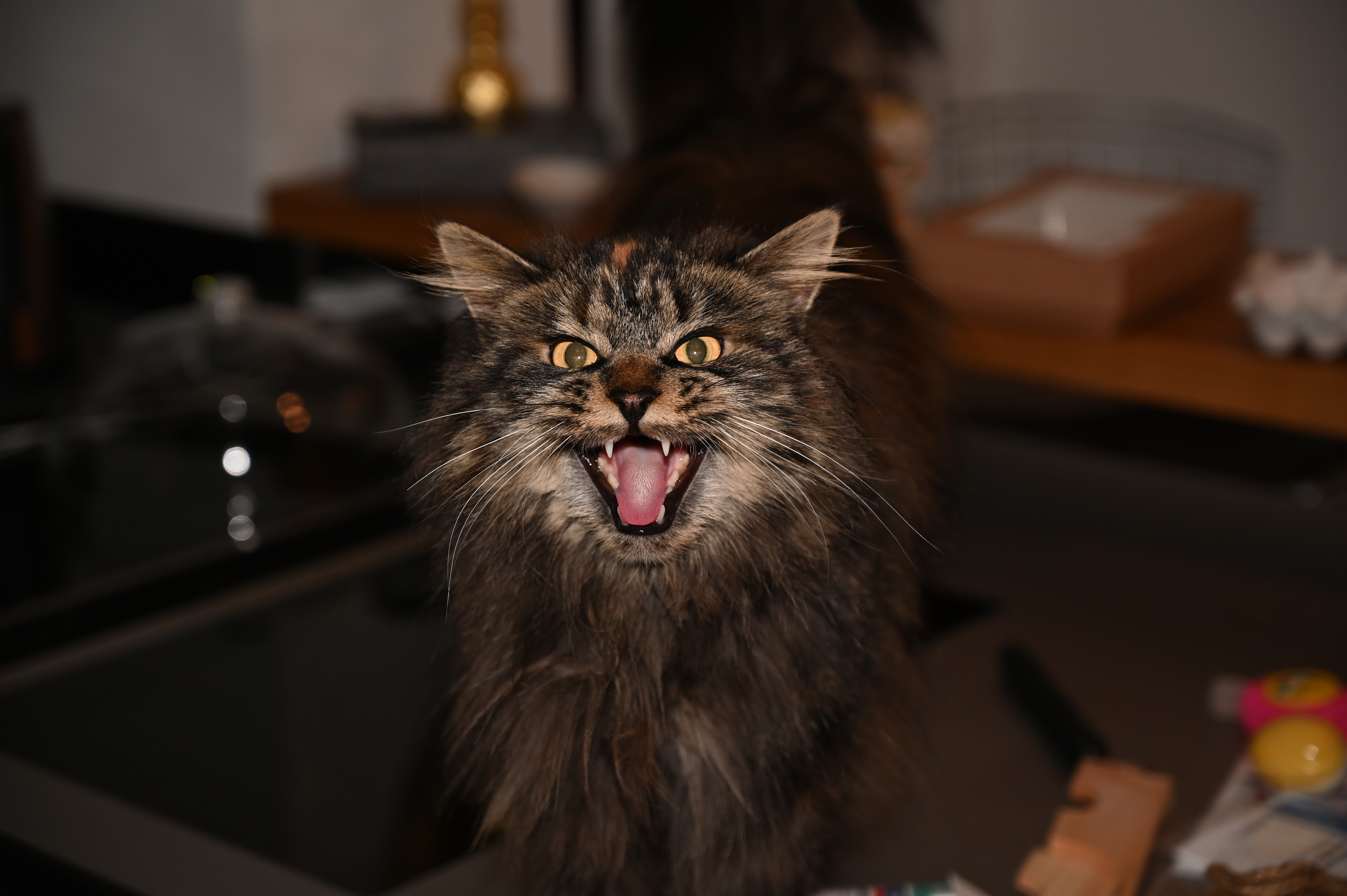
Hungrige Maine Coon

Die Maine-Coon-Katze (englisch coon von raccoon „Waschbär“), auch Amerikanische Waldkatze genannt, ist eine ursprünglich US-amerikanische Haus- und Gebrauchskatze (engl.: working cat) aus dem Nordosten der Vereinigten Staaten, die 1985 von dem US-amerikanischen Bundesstaat Maine zur „Staatskatze“ (state cat) ernannt wurde.
Seit längerer Zeit wird sie planmäßig gezüchtet. Sie ist eine Halblanghaarkatze mittelschwerer Form. Da sie sehr anhänglich ist, wird die Maine Coon auch Hundekatze genannt. Weitere Bezeichnungen der Rasse sind Maine Cat oder Maine Shag. Wegen ihres Wesens und ihrer Größe wird sie auch als gentle giant („sanfter Riese“) bezeichnet. Zusammen mit der Norwegischen Waldkatze und der Sibirischen Katze zählt sie zur Gruppe der sogenannten Waldkatzen, die wiederum zu den Naturrassen zählen.

## Aussehen
Die Katze ist großrahmig und hat einen langen, buschigen Schwanz. Der Kopf ist etwas länger als breit, die Schnauze ist breit, die Augen stehen weit auseinander. Die Ohren sind groß und breit am Ansatz; kleine Luchspinsel sind erwünscht, aber kein Muss. Ohrbüschel schützen die Ohren vor der Kälte. Die Katze hat langes, dichtes und wasserabweisendes Fell. Zwischen den Zehen ragen Fellbüschel, die „Schneeschuhe“, heraus. Eine Maine Coon ist erst mit etwa drei Jahren ausgewachsen. Sie zählt neben der Norwegischen Waldkatze und der Ragdoll (lt. offizieller Rassebeschreibung) zu den größten und schwersten Hauskatzen. Ein ausgewachsener Kater kann von Nasen- bis Schwanzspitze über 1,20 Meter lang und in Ausnahmefällen sogar über 12 Kilogramm schwer werden.

## Verhalten und Eigenschaften
Die Maine Coon ist als ursprüngliche working cat ein begabter Jäger; auch sind sie im Allgemeinen intelligente und verspielte Tiere. Sie benutzen mit Vorliebe ihre Pfoten, was dazu führt, dass sie problemlos Türen und Wasserhähne öffnen und kleine Objekte aufnehmen können. Maine Coons sind auch begabte „Apportierer“. Viele Maine Coons nehmen ihr Futter mit der Tatze auf und fressen nicht direkt aus dem Futternapf. Sie sind auch sehr oft ausgesprochen wasserliebend und spielen gerne damit. Ihre Stimme ist eher leise und sehr hoch, was eigentlich nicht zur Größe der Tiere passt. Die Maine Coon ist sowohl mit Menschen als auch ihren Artgenossen sehr gesprächig. Trotz der leisen „gurrenden“ Stimme kann sie ganz gezielt und sehr deutlich auf ihre Wünsche aufmerksam machen. Häufig sind Maine Coons sehr „sozial“ eingestellte Katzen. Wenn sie mit anderen Haustieren, nicht nur Katzen, zusammenleben, werden diese oftmals von ihnen geduldet. Ihr Umgang mit Menschen ist als ausgesprochen freundlich und anhänglich zu bezeichnen. Aggressives Verhalten von Maine Coons ist sehr selten, auch gegenüber Kleinkindern.

## Herkunft des Namens
Wie weiter oben erwähnt, dürfte die Bezeichnung Coon auf die Ähnlichkeit zum Waschbären (engl. Racoon) zurückzuführen sein. Diese Ähnlichkeit bezieht sich aber nicht nur auf Äußerlichkeiten, sondern auch auf die Affinität zum Element Wasser. Maine Coons haben keine Scheu vor Wasser und spielen oft damit. Ebenso tunken sie ihre Nahrung oft in Wasser.

## Legenden und Vermutungen zum Ursprung

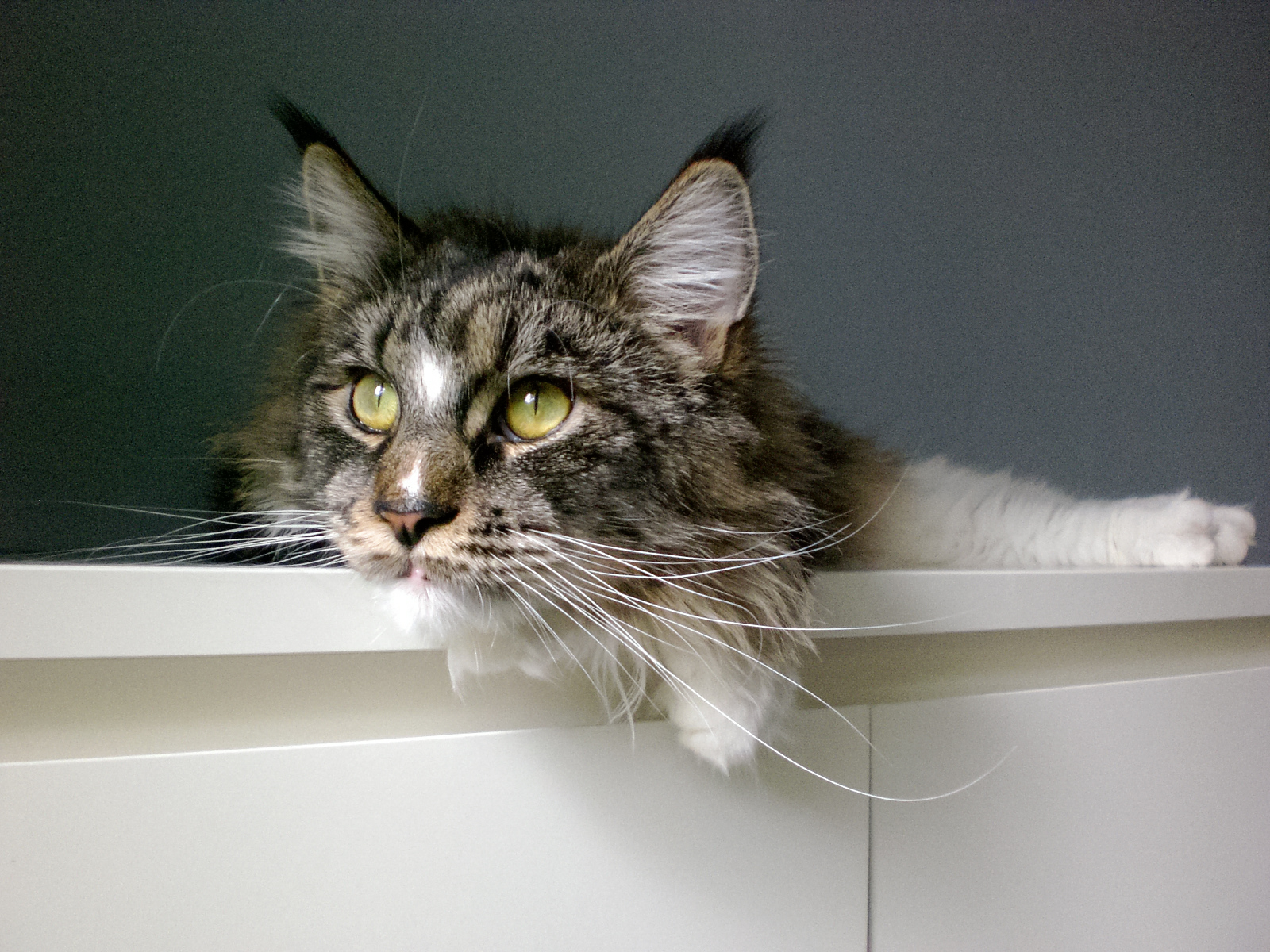
Typvoller Maine-Coon-Kater mit auffälligen Lynxtips in black-mackerel-tabby-white

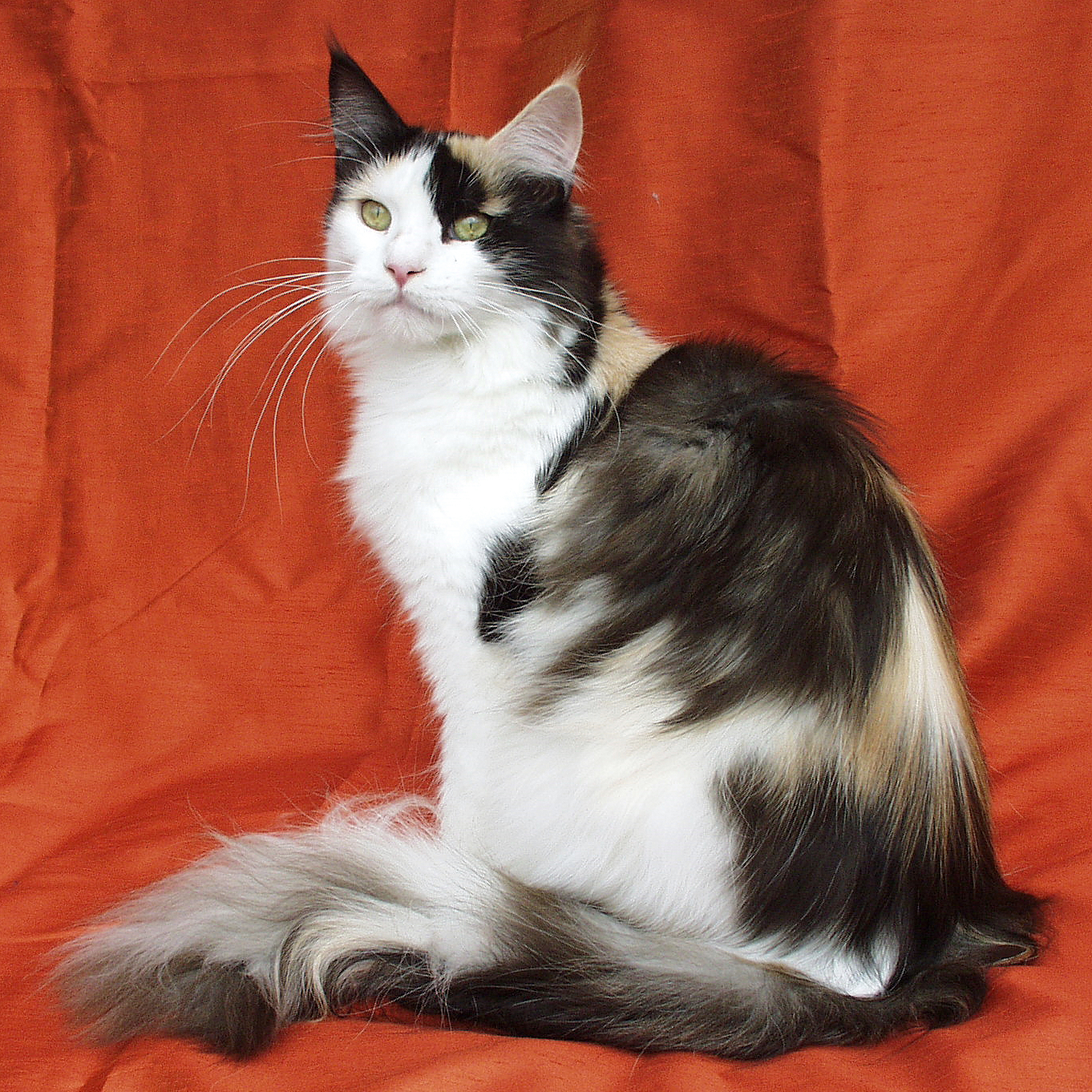
Junge Maine-Coon-Katze in black-silver-tortie/white

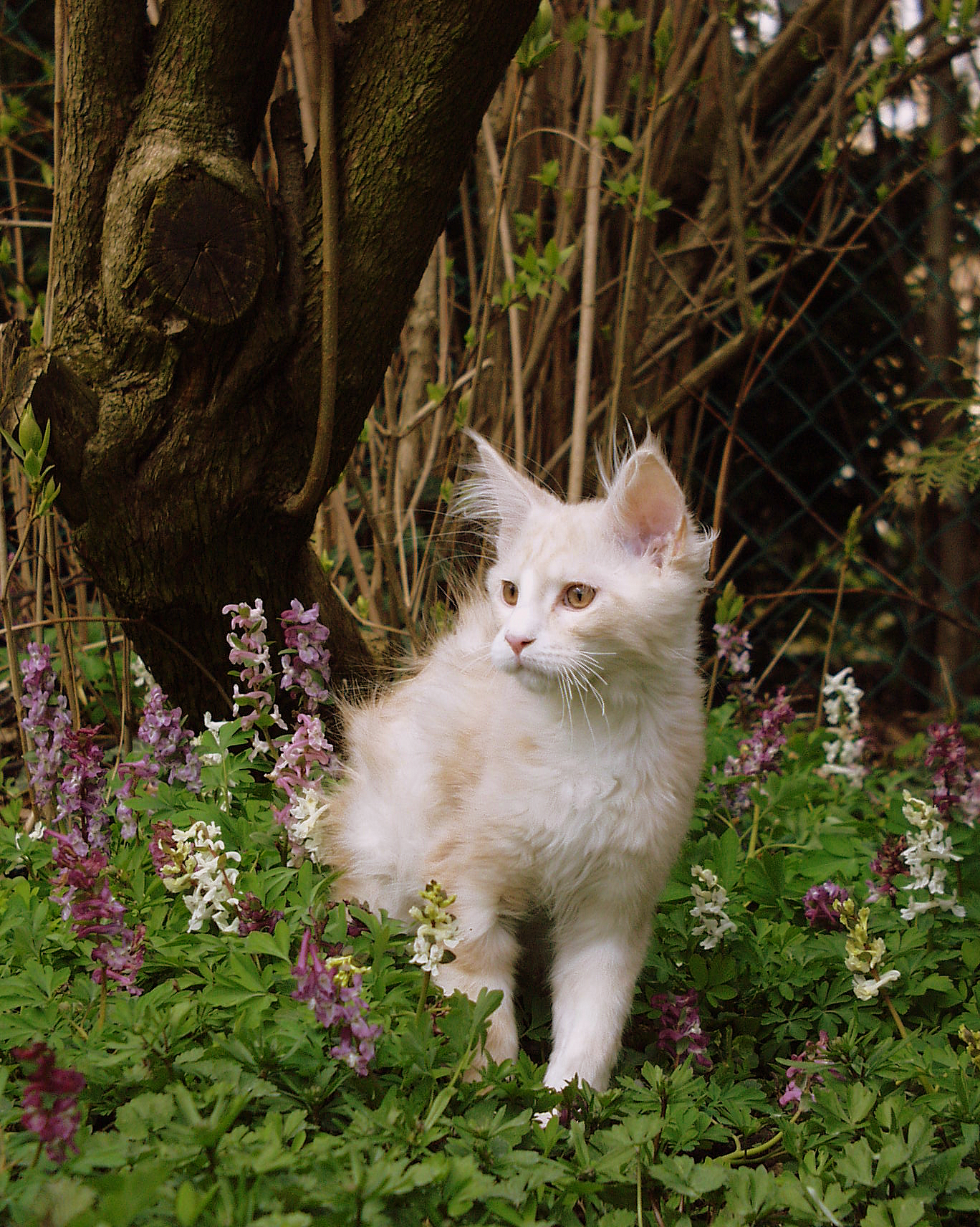
Maine-Coon-Katerchen in red-silver-blotched-tabby/white

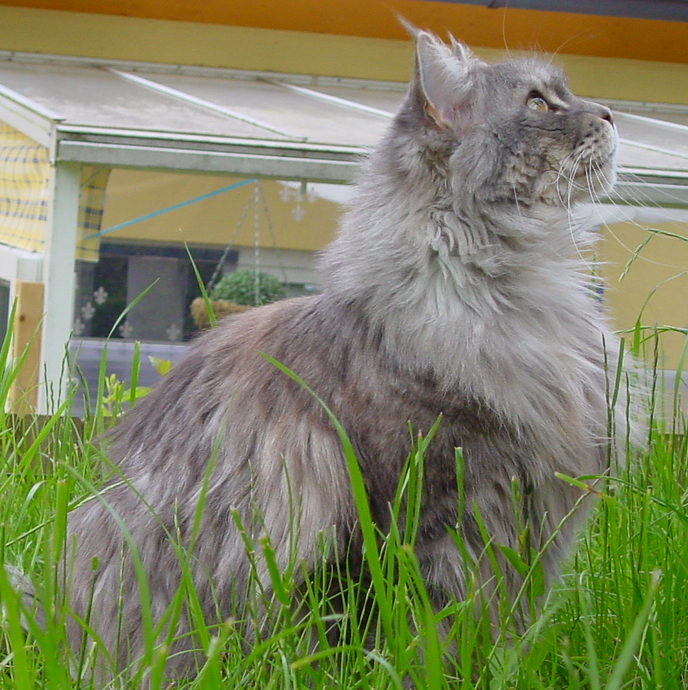
Erwachsene Maine-Coon-Katze in blue-silver-tabby-blotched

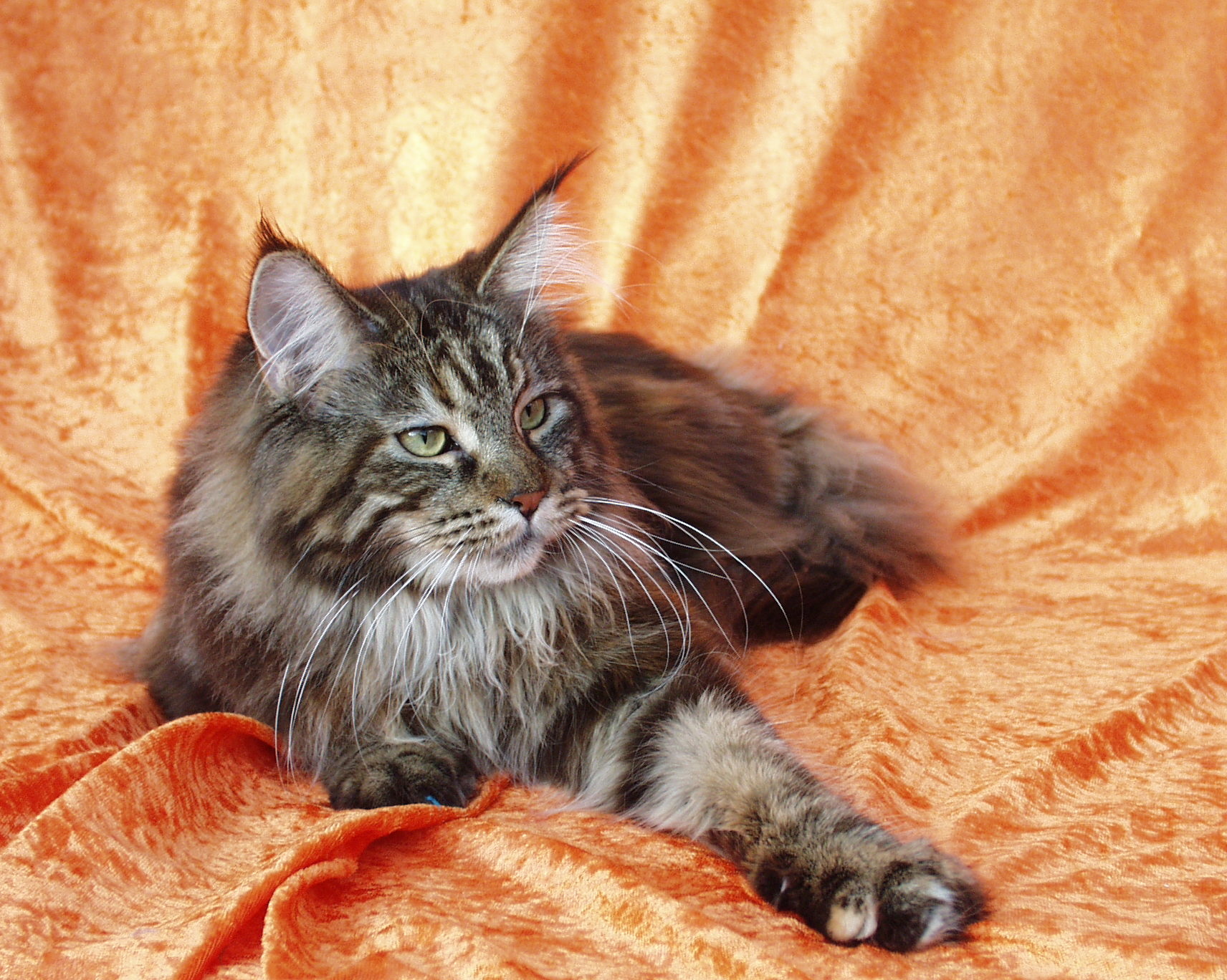
Sehr typvolle Maine-Coon-Katze in black(brown)tabby

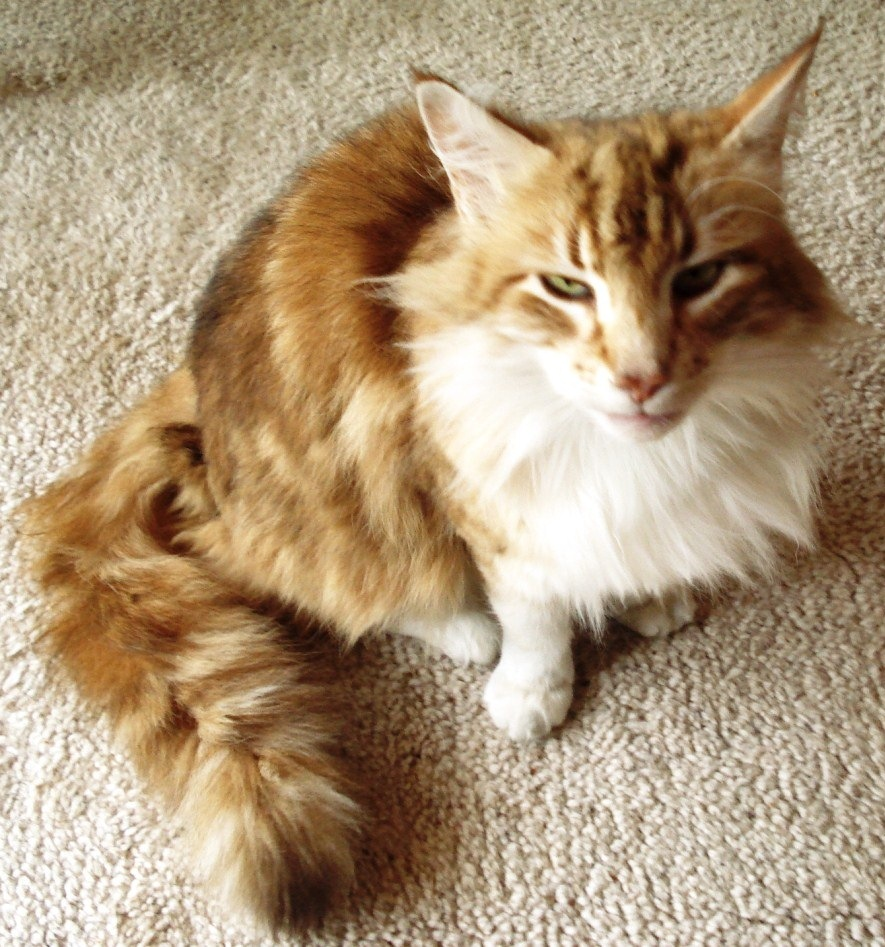
Maine-Coon-Katze in cream

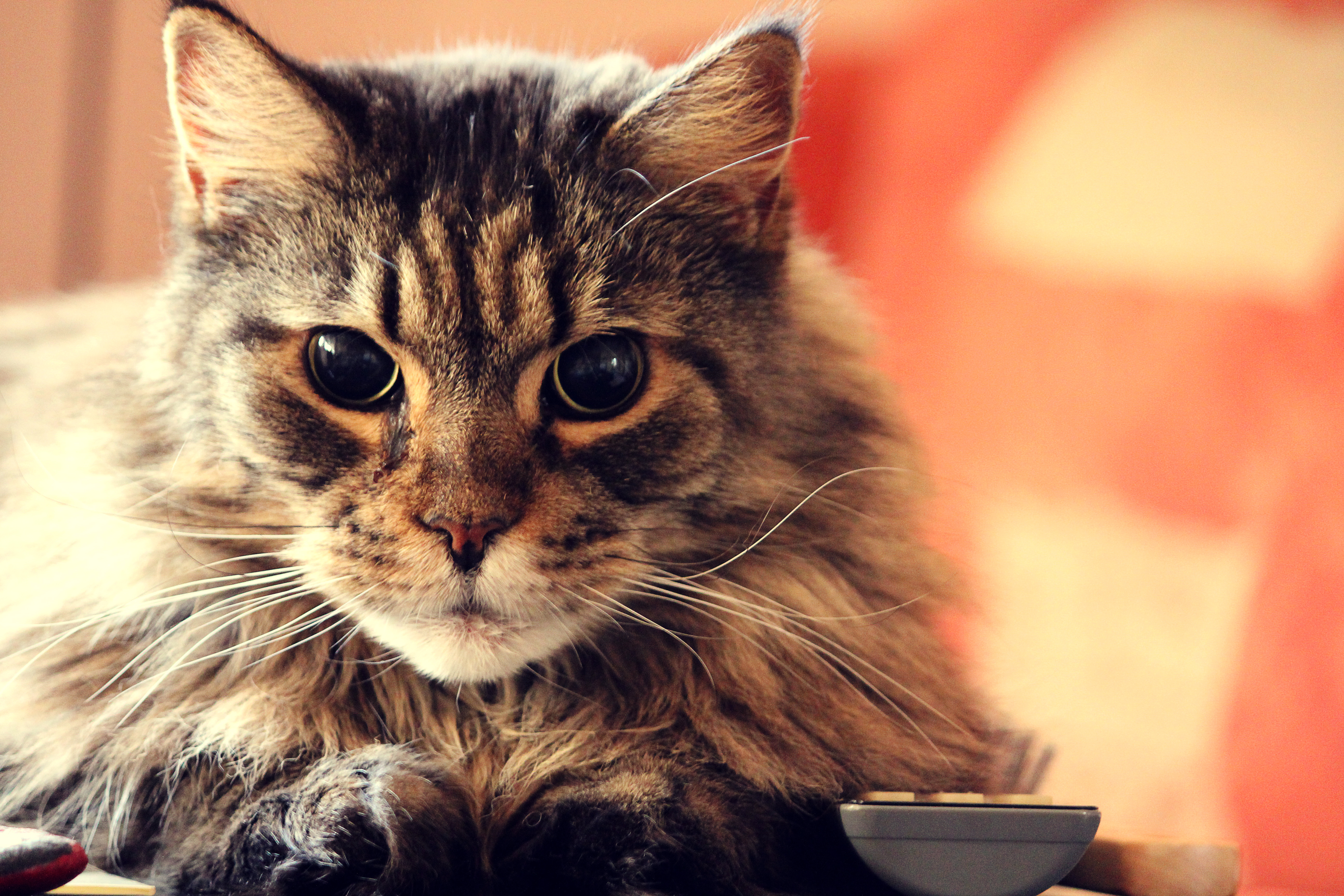
Maine-Coon-Katze in black-tabby-mc

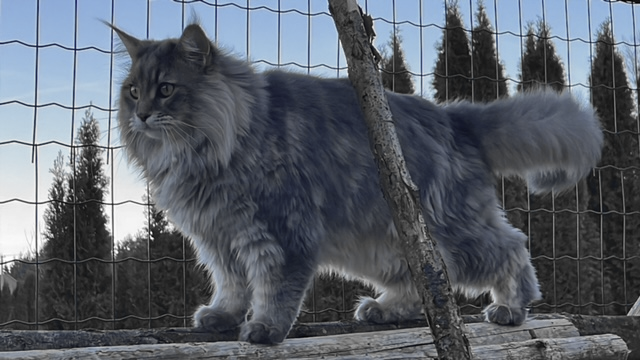
Maine-Coon-Katze in Fellzeichnung black-silver-tabby während des Sonnenuntergangs

Um den Ursprung der Maine Coon ranken sich verschiedene Geschichten und Mythen.
Das Aussehen der frühen Maine-Katzen, speziell der buschige Schwanz, erinnerte die Einwohner der Neuengland-Staaten stark an einen Waschbären (engl. coon oder racoon). So entstand der Mythos, dass die Maine Coon aus der Verpaarung Katze mit Waschbär hervorgegangen sein soll, was aber biologisch unmöglich ist.
Eine andere Geschichte handelt von einem Kapitän Coon, der als Handelskapitän die Neuengland-Staaten bereiste. Wenn der Kapitän von Bord ging, folgten ihm seine langhaarigen Schiffskatzen, und während er Handel trieb, paarten sich seine Katzen mit den Hafenkatzen. Und wenn nach neun Wochen wieder irgendwo eine langhaarige Katze in einem Wurf lag, so lautete der Kommentar: „Wieder eine Coon-Katze!“
Eine dritte Theorie lautet, dass sie aus der Kreuzung langhaariger Katzen der französischen Königin Marie-Antoinette (von der man weiß, dass sie langhaarige und flauschige Tiere liebte und von der in der Tat viele Privatsachen in einem Schiff nach Amerika/Maine kamen) mit einheimischen Katzen entstanden sind.
Eine vierte Legende geht davon aus, dass es sich bei den Maine-Coon-Katzen um Nachkommen von Norwegischen Waldkatzen handelt, die um das Jahr 1000 n. Chr. mit dem Wikinger Leif Eriksson als Schiffskatzen nach Neuengland gelangt waren und sich dort vermehrten.
Die Waldkatzenrassen sind sich in der Tat alle relativ ähnlich.
Andere Autoren vermuten, die Maine Coon sei durch natürliche Selektion aufgrund der sehr kalten, harschen Winter in Neuengland entstanden, in denen nur die stärksten, größten und an den Winter am besten angepassten Katzen überleben konnten.
Dem entgegen steht die Tatsache, dass derartige evolutionäre Anpassungen wesentlich längerer Zeiträume bedürfen. Erste Hinweise auf langhaarige Katzen im Maine-Coon-Typ sind erst für die zweite Hälfte des 19. Jahrhunderts belegt.
Die Vereinigten Staaten sind ein Einwandererland. Praktisch jedes Schiff hatte zur Rattenbekämpfung Schiffskatzen an Bord, und auch bessergestellte Einwanderer werden ihre Haustiere mitgebracht haben. Sehr wahrscheinlich ist das Langhaar-Gen bei Katzen auf diese Weise in die USA gekommen.

## Amerikas erste Showkatze
Schon Mitte des 19. Jahrhunderts waren die Maine-Katzen sehr beliebt. Auf Landwirtschaftsmessen wie der Skowhegan Fair wurde die schönste Maine-Katze gekürt, die dann den Titel Maine State Champion Cat führen durfte. Mrs. E. R. Pierce, die Miteigentümerin eines schwarzweißen Maine-Katers namens Captain Jenks of the Horse Marines war, dokumentierte die frühe Geschichte der Hauskatze in den Staaten und damit auch der Maine Coon. So tauchten die Maine Cats, wie sie damals noch genannt wurden, auf Shows in den Gebieten westlich von Chicago schon 1870 auf.
Um 1900 begann das große Cat-Fancy-Fieber. Überall in den Vereinigten Staaten wurden Katzenshows organisiert. 1906 gründeten Katzenliebhaber die Cat Fanciers’ Association (CFA), die heute weltweit vertreten ist. Im ersten Zuchtbuch der CFA waren 28 Maine-Katzen registriert, z. B. Nummer 5, Molly Bond.

## Geschichte der Zucht
Nach der frühen Hochphase war es bis in die frühen 1950er Jahre ruhig um die Rasse, und sie geriet in Vergessenheit. Damit die Maine Coon als Rassekatze wieder anerkannt werden konnte, begannen Liebhaber und Züchter mit einem Show-In, d. h. auf jeder Katzenshow wurden Maine Coons gezeigt. Da zu diesem Zeitpunkt noch keine „Zuchtkatzen“ der Rasse verfügbar waren, wurden sogenannte Foundation-Tiere, aus der natürlichen Population geholte Katzen mit den rassetypisch erwünschten Merkmalen, als Grundstock herangezogen. Die ersten auch heute noch bekannten Züchter etablierten sich Ende der 1960er bis Anfang der 1970er Jahre. Im Mai 1976 erkannte mit der CFA – ironischerweise der Verband, in dem sie zuerst ausgestellt waren – der letzte große amerikanische Dachverband die Maine Coon als vollwertige Rassekatze an. Die Anerkennung in der Fédération Internationale Féline d’Europe (FIFé) gelang nicht auf Anhieb. Erst 1983 hat auch die FIFé die Maine Coon in die Liste der Rassekatzen aufgenommen.

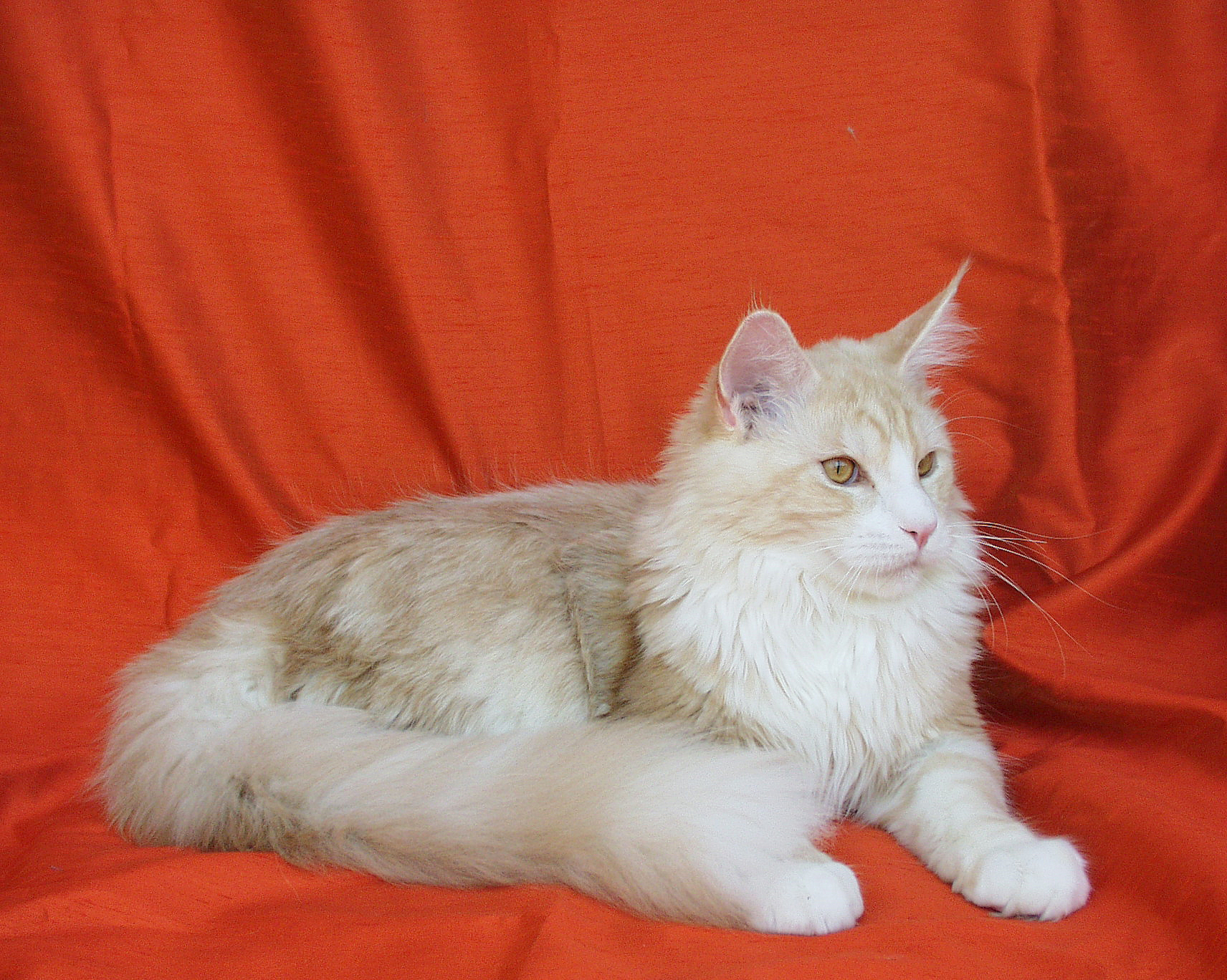
und als halbwüchsiger Kater

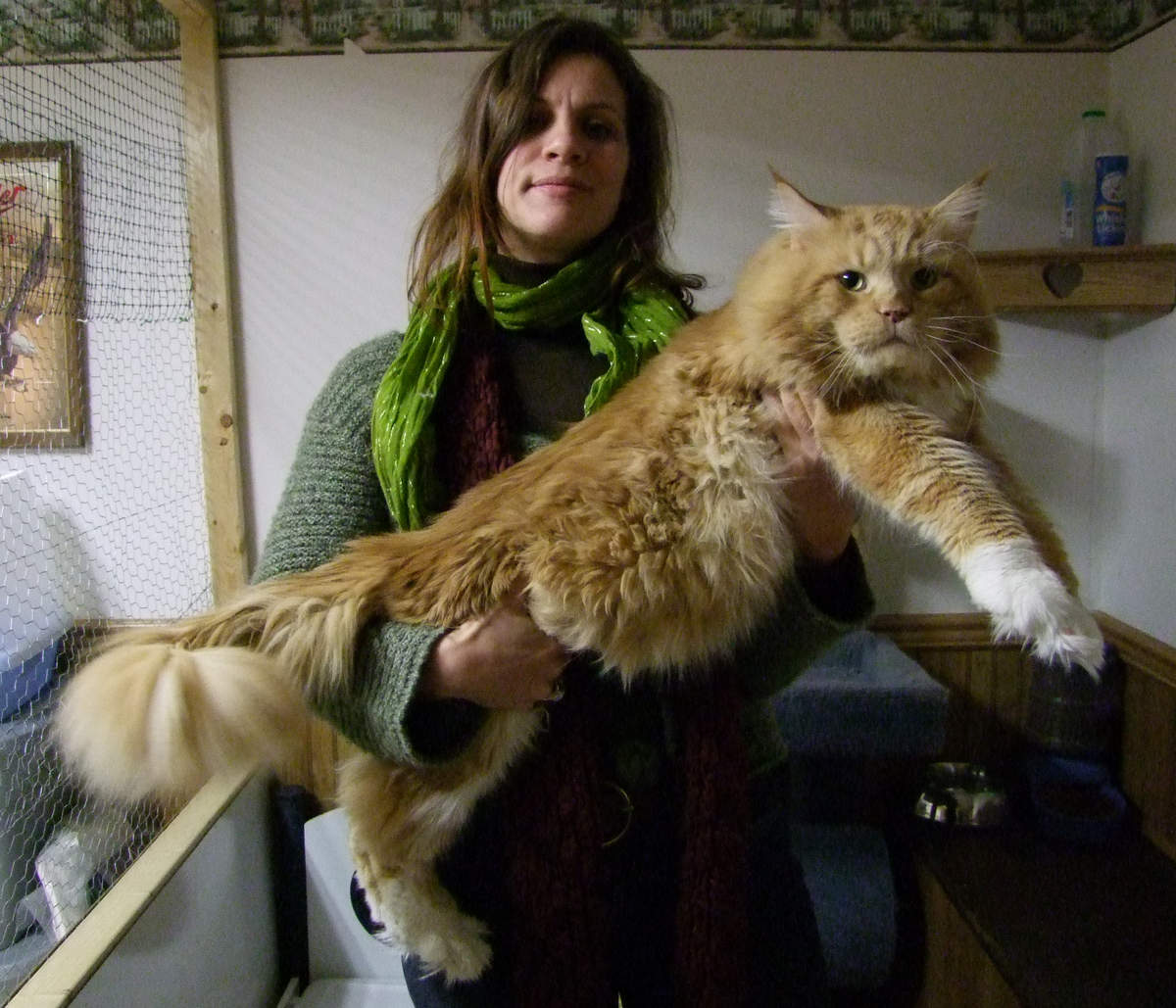
Maine Coon rot tabby mit Weiß

Schon vor der Anerkennung der Maine Coon durch die Züchtervereinigungen wurde in Amerika zum Zweck der Anerkennung als „Rassekatze“ 1968 die Maine Coon Breeders & Fanciers Association (MCBFA) gegründet, die bis heute die wohl bedeutendste internationale Maine-Coon-spezifische Vereinigung ist. Auch in Italien, den Niederlanden und Finnland, anderen europäischen Hochburgen der Maine-Coon-Zucht neben Deutschland, gibt es diese rassespezifischen Gruppierungen. In Deutschland selbst gibt es seit dem Beginn des 21. Jahrhunderts keine derartige Vereinigung mehr, maßgeblich für den Erfolg der Maine Coon als inzwischen häufigst gehaltener Rassekatze war jedoch bis 2002 die IG Maine Coon des 1. Deutschen Edelkatzenzüchter-Verbandes (1. DEKZV), die auch ursächlich mit für den gültigen Standard der FIFé verantwortlich zeichnete.
Da in der Maine-Coon-Zucht Krankheiten nicht ausgeblieben sind, versuchen Züchter mit wechselhaftem Erfolg, durch einen Rückgriff auf heutige Foundation-Tiere den Genpool wieder zu erweitern. Durch die Einkreuzung von Tieren mit unbekanntem Hintergrund erweitern sich jedoch nicht nur der Genpool, sondern auch die Möglichkeiten, als Ergebnisse unerwünschte Eigenschaften, Optiken oder Krankheiten zu bekommen.

## Top5undClones
Aus den drei bekanntesten Anfangslinien gingen die als Top 5 benannten Tiere hervor, die in keinem Stammbaum einer „klassischen“ Maine Coon fehlen. Schätzungen zufolge sind diese Top 5 mit den folgenden Prozentsätzen im Stammbaum einer ohne New Foundations gezogenen Maine Coon vertreten:
- 70 % … Top-5-Katzen
- 55 % … Top-3-Katzen
- 40 % … Top-2-Katzen

Die Nachkommen des 1978 geborenen Heidi Ho Sonkey Bill mit Tanstaafl Polly Adeline werden als Clones bezeichnet, da sie sich extrem ähnlich sahen. Aufgrund der hervorragenden Ausstellungsqualität dieser Katzen wurden sie immer wieder in der Zucht eingesetzt und trugen erheblich zum Genpool der modernen Maine Coon bei. Im Großen und Ganzen sind die Clones zu 35 % im Stammbaum einer ohne New Foundations gezogenen Maine Coon vertreten.

## Polydaktylie bei Maine Coons
Zu Beginn der planvollen Zucht der Maine Coon bestand der Genpool zu ca. 40 % aus polydaktylen (vielzehigen) Tieren. Da es jedoch schwierig war, den US-amerikanischen Dachverbänden eine „Bauernhofkatze“ als „Rassekatze“ nahezubringen, wurde beschlossen, die Anerkennung dieser Variante auf einen späteren Zeitpunkt zu verschieben. Bis heute ist diese Variante zwar zur Zucht zugelassen (nicht in Deutschland aufgrund § 11b TSchG), sie darf jedoch nicht bei Ausstellungen um die begehrten Titel konkurrieren.

## Standard
Je nach der Vereinszugehörigkeit des Züchters gelten für ihn die Standards der internationalen Züchtervereinigung, denen sein Verein angeschlossen ist. Diese Standards der CFA, FIFé, The International Cat Association (TICA) oder World Cat Federation (WCF) unterscheiden sich nur minimal voneinander. Eine grundlegende Arbeit zum Standard ist das Maine Coon Seminar, das von einer internationalen Rassekatzenrichterin und langjährigen Maine-Coon-Züchterin erstellt wurde.

## Gesundheit
Bei der Maine Coon hat sich im Laufe ihrer Zucht das Vorhandensein diverser erblich bedingter katzen- bzw. insbesondere rassentypischer Krankheiten herausgestellt, die inzwischen teilweise gut erforscht sind. Hauptsächlich sind dies:

### Hypertrophe Kardiomyopathie
Ein Tier mit hypertropher Kardiomyopathie (HCM) erscheint nach außen gesund. Es wird jedoch wahrscheinlich zu einem nicht vorhersehbaren Zeitpunkt den plötzlichen Herztod sterben. Eine HCM kann mit gutem Erfolg medikamentös eingestellt, jedoch in der Regel nicht behoben werden. Regelmäßige Herzuntersuchungen – etwa alle 1–2 Jahre – per Ultraschall zur sicheren Abklärung sind hier das Optimum.

### Komplikationen in den Gelenken
Bei schnellwachsenden großen, schweren Rassen kann es in der Wachstumsphase zu Komplikationen wie Hüftgelenkdysplasie, Ellenbogendysplasie und Patellaluxation kommen.

### Spinale Muskelatrophie

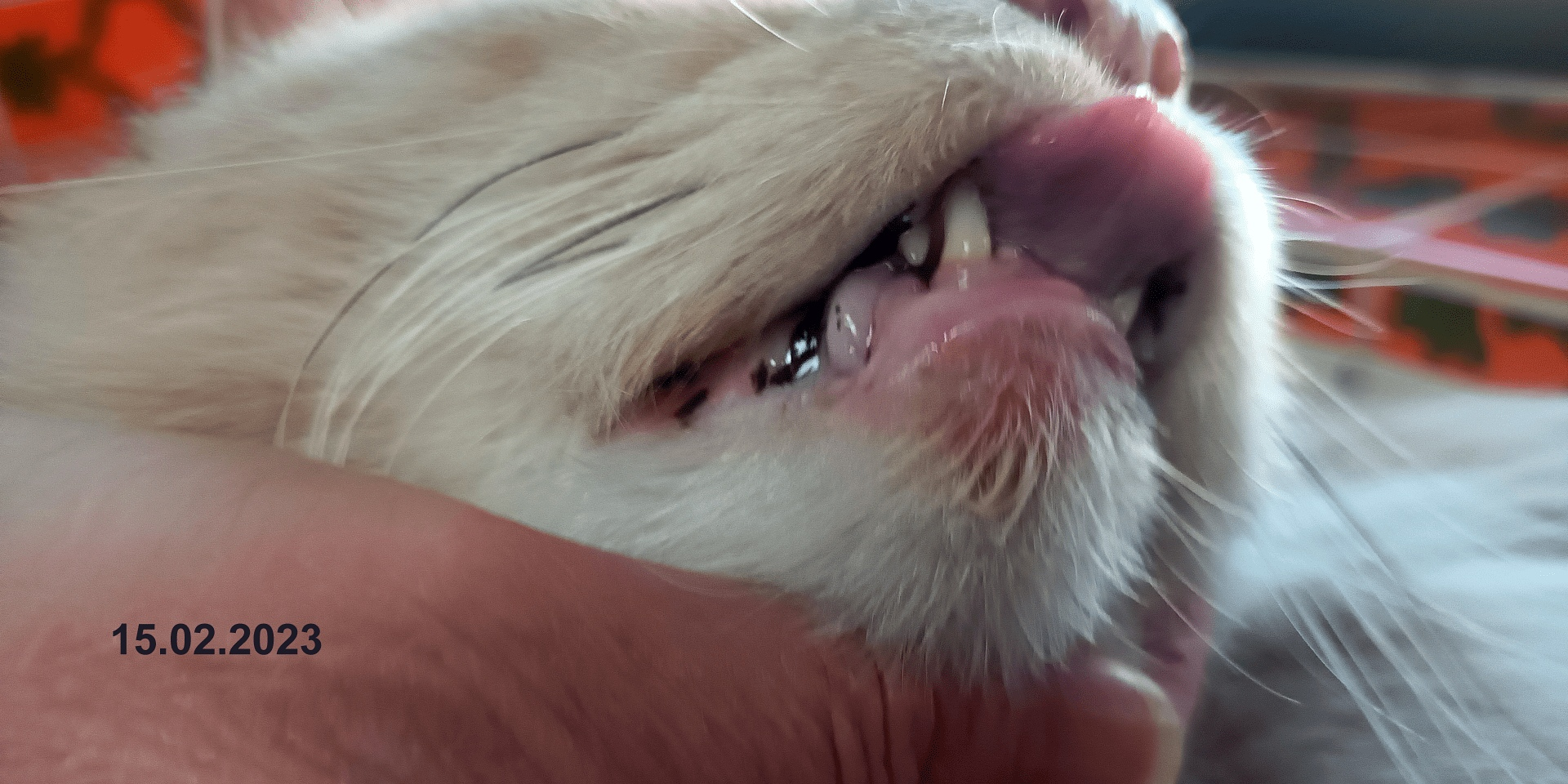
Main Coon Kater 13 Jahre mit Futtermittelallergie gegen Huhn; Kinnrötung mit intensivem Juckreiz

Die spinale Muskelatrophie (SMA) ist eine Motoneuronenerkrankung, d. h. eine Erkrankung der Nervenzellen. Sie verursacht Lähmungserscheinungen. Durch einen Gentest kann der Status bezüglich der SMA eindeutig festgestellt und mit dieser Information gezielt gezüchtet werden; so können von SMA betroffene Tiere vermieden werden.

### Dermatitis
Maine Coon Katzen ab dem 6. Lebensjahr neigen zu Allergien, hier kommen viele Varianten ins Spiel, die meist sehr schwer zu identifizieren, aber in allen Fällen behandelbar sind. Es gibt leider viele Krankheiten, die Katzen aller Rassen im Laufe der Jahre entwickeln können, ähnlich wie es bei uns Menschen auch stattfindet. In den meisten Fällen beginnen die Allergien als Hautausschlag bzw. als Hautrötung, hier müssen Maul, Kinnbereich ebenso wie Vorderläufen, die fünf Zehen und Bauchbereich beobachtet werden. Sehr oft beginnt die allergische Reaktion durch Hautrötungen und die Katzen kratzen sich vermehrt, in Extremfällen kratzt sie sich blutig, dann muss umgehend gehandelt werden. Linderung bringt in sehr vielen Fällen (über 70 %) nur eine Behandlung mit Prednisolon (künstliches Kortison) oder Apoquel (Inhaltsstoff Oclacitinib als Oclacitinibmaleat). Eine Konsultation beim Tierarzt ist dann unerlässlich, da nur mit einem großen Blutbild und regelmäßigen Urinproben die Gesundheit des Tieres sichergestellt werden kann. Die Lebensqualität der Katzen ist weiterhin gegeben, so dass sie als reine Hauskatze bis zu 20 Jahre alt werden können oder sogar noch älter. Bei Futtermittel-Allergien ist eine Umstellung der Ernährung auf Mono-Protein nötig, daher ist es wichtig, die Katzen von Anfang an mit qualitativ hochwertigem Futter zu versorgen!

### Nierenerkrankungen
Die polyzystische Nierenerkrankung (PKD) muss unterschieden werden von Nierenzysten (Cystic Renal Disease). Bei beiden entstehen Zysten in den Nieren, aber nur bei der PKD wird die Funktion der Nieren mit dem Wachstum der Zysten mehr und mehr eingeschränkt. Der Verlauf der PKD ist medikamentös einstellbar, aber letztendlich tödlich. Ein Gentest für Perserkatzen und Perserabkömmlinge, der jedoch nicht für Maine Coon validiert ist, ist vorhanden. Eine regelmäßige Ultraschalluntersuchung der Nieren ist immer noch das Optimum, um potentielle Probleme zu beobachten. In einer 2013 veröffentlichten 8-jährigen Studie mit teilnehmenden Maine Coon aus der Schweiz, Deutschland und anderen nordeuropäischen Ländern wurde festgestellt, dass es einzelne Zysten schon bei Jungtieren (bei 7 von 187) gibt, die aber weder PKD darstellen noch mit dem PKD1-Gentest nachgewiesen werden können. Bei 10 der getesteten Tiere wurde eine chronische Nierenerkrankung (Chronic Kidney Disease, CKD) festgestellt, die aber wiederum nichts mit Zysten zu tun hat.